# Bozoo
Bozoo è un singolo del rapper statunitense 6ix9ine, pubblicato dalla ScumGang il 25 ottobre 2018. Il brano vede la collaborazione del rapper Rarri.

## Video musicale
Il videoclip del brano è stato pubblicato sul canale WorldStarHipHop.

## Tracce
1. 6ix9ine, Rarri – Bozoo – 2:12